# Circuito de Getxo 2016
Il Circuito de Getxo 2016, settantunesima edizione della corsa e valevole come evento dell'UCI Europe Tour 2016 categoria 1.1, si svolse il 31 luglio 2016 su un percorso di 170 km. La vittoria fu appannaggio dell'italiano Diego Ulissi che terminò la gara in 3h58'44", alla media di 42,725 km/h, precedendo il britannico Simon Yates e lo spagnolo José Herrada.
Sul traguardo di Getxo 44 ciclisti, su 66 partenti, portarono a termine la competizione.

## Squadre e corridori partecipanti
| N.    | Cod. | Squadra                       |
| ----- | ---- | ----------------------------- |
| 11-18 | MOV  | Movistar Team                 |
| 21-28 | EUS  | Euskadi Basque Country-Murias |
| 31-38 | DAG  | Dare Gobik                    |
| 41-48 | BUR  | Burgos-BH                     |
| 51-58 | CJR  | Caja Rural-Seguros RGA        |
| 61-67 | AMO  | Amore & Vita-Selle SMP        |
| 71-78 | OBE  | Orica-BikeExchange            |
| 81-88 | KCP  | Massi-Kuwait Cycling Project  |
| 91-98 | LAM  | Lampre-Merida                 |

## Ordine d'arrivo (Top 10)
| Pos. | Corridore        | Squadra      | Tempo    |
| ---- | ---------------- | ------------ | -------- |
| 1    | Diego Ulissi     | Lampre       | 3h58'44" |
| 2    | Simon Yates      | Orica        | a 1"     |
| 3    | José Herrada     | Movistar     | s.t.     |
| 4    | Ángel Madrazo    | Caja Rural   | a 5"     |
| 5    | Pello Bilbao     | Caja Rural   | s.t.     |
| 6    | Pablo Torres     | Burgos-BH    | s.t.     |
| 7    | Marc Soler       | Movistar     | a 8"     |
| 8    | Alex Aranburu    | Euskadi      | s.t.     |
| 9    | Marco Zamparella | Amore & Vita | a 12"    |
| 10   | Antonio Pedrero  | Movistar     | a 13"    |